# Amici per la pelle (film 1955)
Amici per la pelle è un film del 1955 diretto da Franco Rossi.

## Trama
Roma. Mario è un ragazzo di quattordici anni sicuro di sé che frequenta la terza media.
Un giorno arriva in classe un nuovo alunno, Franco, che viene messo dall'insegnante nel banco di Mario.
Inizialmente Mario è ostile nei confronti del nuovo arrivato, che si dimostra subito un ragazzo intelligente e ben presto entra nelle grazie di compagni e professori.
Dopo qualche tempo però i due ragazzi cominciano a frequentarsi e a fare amicizia.
Mario è figlio di un imprenditore della ceramica, mentre Franco è figlio di un diplomatico, abita in albergo e, per aperitivo, beve succo di pomodoro.
Mentre Mario mostra sicurezza nell'approcciare le ragazze, Franco è titubante e solo dopo una certa insistenza da parte di Mario egli dice di avere un'amica del cuore e gli confida anche dove abita, esattamente in una villa sulla Via Appia, ma aggiunge anche che non la vede mai perché lei sta sempre  casa. La descrive "Ingrid Bergman coi capelli neri".
Un giorno Mario decide di non andare a scuola e incuriosito dalla storia dall'amico va alla villa per scoprire chi sia questa ragazza. Scoprirà che la villa è la vecchia casa di Franco, in cui era morta sua madre. Tornato dall'amico per parlargliene, questi reagisce male inizialmente ma poi si dirige verso la sua vecchia casa in compagnia del suo amico e scoppia quindi in un pianto liberatorio.
I due diventano tanto amici che si prende la decisione che Franco vada ad abitare con la famiglia di Mario, per avere una vita un po' stabile.
Poi però i due ragazzi partecipano ai campionati nazionali di corsa campestre: durante le gare si ritrovano l'uno contro l'altro in finale.
La gara viene vinta da Franco: Mario, arrabbiato, racconta ai compagni della madre di Franco, a cui aveva giurato di mantenere il segreto. Franco finge un malore fisico per nascondere la profonda delusione nei confronti di Mario, e decide quindi di partire col padre, per non far più ritorno.

## Accoglienza

### Incassi
Incasso accertato sino a tutto il 31 marzo 1959 £ 119.488.780

### Critica
Gianni Rondolino nel Catalogo Bolaffi vol. 1° «È un film delicato e gentile, che dimostra nel suo autore doti non comuni di sensibilità e acume psicologico. È la storia dell'amicizia di due ragazzi, dei loro rapporti, dei loro giochi, dei loro drammi, ed è narrata con fine senso della misura, con stile piano ma non banale, con evidenti richiami a certo neorealismo minore e a certo De Sica, ma rivissuti personalmente. Rossi si manifesta regista di piccoli drammi, poeta delle piccole cose e in questo ambito sa dire una parola nuova...»

## Riconoscimenti
- Premio OCIC alla Mostra Cinematografica di Venezia 1955

## Curiosità
- Uno dei protagonisti, presentato con lo pseudonimo di Andrea Scirè, era il figlio del comandante Junio Valerio Borghese[1]: fu usato per lui un cognome identico a quello del sommergibile Scirè, di cui il padre fu comandante durante la Seconda guerra mondiale.

- Nell'ora di ginnastica, le ragazze non indossano i calzoncini, bensì stanno in gonna, e si distraggono guardando dalla finestra i ragazzi in moto.